# Ululodes subvertens
Ululodes subvertens är en insektsart som först beskrevs av Walker 1853.  Ululodes subvertens ingår i släktet Ululodes och familjen fjärilsländor. Inga underarter finns listade i Catalogue of Life.